# Asesinato de Stephen Lawrence

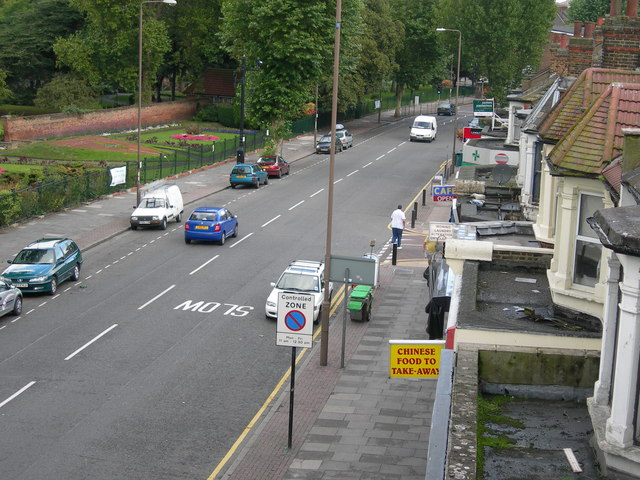
Well Hall Road, Eltham, en 2006, cerca de la escena del crimen

Stephen Lawrence (13 de septiembre de 1974 - 22 de abril de 1993) fue un  británico negro de 18 años residente de Plumstead, sureste de Londres, que fue asesinado en un ataque por motivos raciales mientras esperaba el autobús en Well Hall, distrito de Eltham, la noche del 22 de abril de 1993.  El asesinato se convirtió en un caso famoso que provocó modificaciones en la ley y en las prácticas policiales y cambios culturales con respecto al racismo y la policía. También condujo a la revocación parcial de la regla contra el doble peligro. Dos de los autores fueron condenados por asesinato en 2012.
Después de la investigación inicial, cinco sospechosos fueron arrestados pero no se les presentaron cargos. Durante la investigación, se sugirió que Lawrence fue asesinado porque era negro, y que los manejos del caso por parte de la policía y Servicio de Procesamiento de la Corona estuvieron afectado por motivos raciales. Una investigación pública de 1998, al mando de Sir William Macpherson, examinó a la Policía Metropolitana de Londres y llegó a la conclusión de que la fuerza era una institución racista.